# Symfonie nr. 8 (Sjostakovitsj)
De achtste symfonie in c klein (opus 65) van Dmitri Sjostakovitsj uit 1943 is de tweede symfonie die de componist schreef midden in de Tweede Wereldoorlog. Ze werd gecomponeerd in de zomer van 1943 en had haar première op 4 november, uitgevoerd door het Russische Staatsorkest onder leiding van Jevgeni Mravinski, aan wie het stuk ook is opgedragen.
De symfonie in c klein valt in de traditie met andere grote symfonieën in deze toonsoort, zoals Beethovens vijfde, Brahms' eerste en Bruckners achtste, als zijnde 'tragische symfonie'. Sjostakovitsj' vriend Isaak Glikman noemde het zijn meest tragische werk. De symfonie kent vijf delen en duurt gemiddeld genomen iets meer dan een uur.

## Delen
- 1. Adagio – Allegro non troppo
- 2. Allegretto
- 3. Allegro non troppo –
- 4. Largo –
- 5. Allegretto

## Bezetting
De symfonie is geschreven voor een groot orkest, met veel slagwerkers, wat voor Sjostakovitsj niet ongewoon is; 4 fluiten (de 3e en 4e fluit dubbelen met de piccolo), 2 hobo's, althobo, 2 klarinetten, es-klarinet, basklarinet, 3 fagotten (de 3e fagot dubbelt met de contrafagot), 4 hoorns, 3 trompetten, 3 trombones, tuba, pauken, grote trom, tamboerijn, bekkens, kleine trom, triangel, xylofoon, tamtam en strijkorkest.
Nr. 1 in f mineur · Nr. 2 in B majeur, "Oktober" · Nr. 3 in Es majeur, "De eerste mei" · Nr. 4 in c mineur · Nr. 5 in d mineur · Nr. 6 in b mineur · Nr. 7 in C majeur, "Leningrad" · Nr. 8 in c mineur · Nr. 9 in Es majeur · Nr. 10 in e mineur · Nr. 11 in g mineur, "Het jaar 1905" · Nr. 12 in d mineur, "Het jaar 1917" · Nr. 13 in bes mineur, "Babi Yar" · Nr. 14 · Nr. 15 in A majeur